# Nazionale maschile under 19 di calcio delle Fær Øer
La nazionale di calcio delle isole Fær Øer Under-19 è la rappresentativa calcistica Under-19 nazionale delle Fær Øer ed è posta sotto l'egida della Fótbóltssamband Føroya. Nella gerarchia delle nazionali giovanili è posta al di sotto della nazionale Under-21.